# Polska idea imperialna
Polska idea imperialna – wystąpienie programowe przedwojennych publicystów skupionych wokół czasopisma Polityka ogłoszone w 1938 r. Przedstawiono w nim postulaty odnoszące się do idei mocarstwowości, praworządności i silnej władzy w duchu monarchistycznym. Składało się z sześciu rozdziałów poruszających następujące kwestie: założenia ideowe, ustrój polityczny, armia i polityka zagraniczna, polityka mniejszościowa, problem żydowski, polityka społeczno-gospodarcza. Całość opracował komitet w składzie: Adolf Bocheński (polityka zagraniczna), Aleksander Bocheński (problem mniejszościowy, oprócz kwestii żydowskiej), Stanisław Skwarczyński (kwestia rolna) oraz Kazimierz Studentowicz (pozostałe zagadnienia oraz redakcja całości).

## Najważniejsze twierdzenia
Autorzy przedstawili wizję silnego państwa i zorganizowanego społeczeństwa, w którym porządek oparty jest na hierarchii, odpowiedzialności oraz moralności zakorzenionej w katolickim światopoglądzie. Ich zdaniem, człowiek, by zaspokoić swoje potrzeby duchowe i materialne, tworzy różne organizacje, które nie mogą istnieć bez wewnętrznej struktury i dyscypliny. Rozpad hierarchii prowadzi do chaosu, ale równie niebezpieczne są nadużycia władzy. Państwo potrzebuje silnego rządu, ale równocześnie mechanizmów chroniących wolność jednostki.
Zdaniem autorów, fundamentem stabilności politycznej i gospodarczej jest moralna władza – duchowa siła narodu oparta na katolickiej tradycji, która kształtuje sumienie obywatela. To właśnie kultura katolicka wyznacza kierunek rozwoju narodu, godząc dobro jednostki z dobrem wspólnoty. Katolicki światopogląd wyklucza egoizm jednostkowy i narodowy, nakazuje służbę innym i poszanowanie mniejszości. Zdaniem autorów, Polska, dzięki swojej kulturze i historii, jest zdolna do odgrywania roli cywilizacyjnego bastionu między Wschodem a Zachodem.
Za wzór podano Józefa Piłsudskiego, który po odzyskaniu niepodległości, zdaniem autorów, poświęcił się budowie ładu i siły państwowej, nie nadużywając swej władzy, lecz działając w ramach prawa i moralności. Autorzy postulują budowę nowego „Imperium Polskiego” – silnego, etycznego państwa narodowego, dającego oparcie mniejszym narodom Europy Środkowo-Wschodniejj.
Autorzy postulują potrzebę zbudowania silnej, apolitycznej armii, niezależnej polityki zagranicznej oraz systemu politycznego łączącego władzę z udziałem społeczeństwa. Konstytucja kwietniowa z 1935 r. miała być fundamentem tego ładu. Postulowano także następujące reformy: zmianę ordynacji wyborczej, wzmocnienie samorządu, rzeczywistą niezawisłość sądów, kontrolę nad biurokracją, ograniczenie wpływu partyjniactwa i zagranicznych wpływów, a także wprowadzenie prawa gwarantującego wolności obywatelskie, ale bez możliwości ich nadużycia.
W kwestii polityki zagranicznej kluczowe zdaniem autorów było utrzymanie równowagi między Niemcami a Rosją i uniemożliwienie ich zbliżenia. Polska powinna wspierać podziały imperiów i dążyć do powstania wokół siebie systemu małych państw sprzyjających jej interesom. Antagonizm niemiecko-rosyjski powinien być podtrzymywany, nawet jeśli wiąże się to z przejściową współpracą z Niemcami. Ostatecznym celem jest rozpad Rosji na mniejsze narody, co dałoby Polsce trwałe bezpieczeństwo.